# Пантелеев, Иван Сергеевич
Иван Сергеевич Пантелеев (4 мая 1867 — 7 апреля 1938) — полковник Российской императорской армии. Участник Первой мировой войны. Кавалер ордена Святого Георгия 4-й степени и обладатель Георгиевского оружия. 7 апреля 1938 года был приговорён к расстрелу и казнён в тот же день.

## Биография
Родился 7 мая 1867 года в Одессе.По вероисповеданию был православным. Окончил кадетский корпус.
30 августа 1885 года вступил на службу в Российскую императорскую армию. Окончил Михайловское артиллерийское училище, откуда был выпущен со старшинством с 11 августа 1886 года в чине подпоручика в 15-ю артиллерийскую бригаду. 11 августа 1886 года получил старшинство в чине подпоручика, 11 августа 1890 года получил старшинство в чине поручика, 25 июля 1895 года получил старшинство в чине штабс-капитана, 6 мая 1900 года получил старшинство в чине капитана, 18 ноября 1907 года получил старшинство в чине подполковника. С 18 ноября 1907 года по 29 мая 1910 года был командиром 5-й батареи 38-й артиллерийской бригады. С 29 мая 1910 года был командиром 3-й батареи 4-го стрелкового артиллерийского дивизиона. По состоянию на 15 мая 1913 года находился в том же чине и в той же должности.
Принимал участие в Первой мировой войне. По состоянию на 24 июня 1915 года находился в той же должности и чине. 24 июня 1915 года «за отличие в делах» был произведён в полковники, со старшинством с 9 октября 1914 года. С 24 июня по 11 августа 1915 года был командующим той же батареей. Высочайшим приказом от 11 августа 1915 года был отчислен от должности из-за болезни и назначен в резерв чинов при штабе Киевского военного округа, при котором находился до 11 января 1916 года. С 11 января 1916 года состоял в резерве чинов Одесского военного округа. По состоянию на 1 августа 1916 года находился в том же чине и в том же резерве.

## Награды
Иван Сергеевич Пантелеев был удостоен следующих наград:
- Орден Святого Георгия 4-й степени (Высочайший приказ от 13 января 1915);
- Георгиевское оружие (Высочайший приказ от 24 февраля 1915);
- Орден Святого Владимира 4-й степени (2 марта 1912);
- Орден Святой Анны 2-й степени (1908);
- Орден Святого Станислава 2-й степени (1903);
- Орден Святого Станислава 3-й степени (дата награждения орденом неизвестна); мечи к ордену (утверждены Высочайшим приказом от 10 октября 1915).